# شانون بارنت
شانون بارنت (بالإنجليزية: Shannon Barnett)‏ هي عازفة مترددة ‏ أسترالية، ولدت في 1982 في ترارالغون في أستراليا.

## وصلات خارجية
- الموقع الرسمي
- شانون بارنت على موقع ميوزك برينز (الإنجليزية)
- شانون بارنت على موقع أول ميوزيك (الإنجليزية)
- شانون بارنت على موقع ديسكوغز (الإنجليزية)